# Robin (DC Comics)
Robin és un personatge de ficció de còmic i un superheroi que pertany a l'Univers DC. Va ser creat per Bob Kane, Bill Finger i Jerry Robinson, va aparéixer per primera vegada al comic book Detective Comics núm. 38, el 1940. Robin és el principal company d'aventures de Batman.
El nom de robin prové directament de l'anglès on aquesta paraula significa l'ocell pit-roig. Dins un episodi de Static Choc, es fa un joc de paraules comparant-lo amb Robin dels Boscos.

## Trajectòria editorial
Robin apareix el 6 de març de 1940 dins Detective Comics número 38, amb data de portada abril de 1940. Mentre que les aventures de Batman són en origen violentes, l'arribada de Robin té com a objectiu endolcir aquest aspecte i també permetre als lectors, infants i adolescents en la seva gran majoria, d'identificar-se amb un personatge que més o menys té la seva mateixa edat.
La primera aventura només de Robin va ser a Star Spangled Comics núm. 65-130 (1947-1952). La primera sèrie limitada a Robin va ser publicada el 1991, amb una història d'entreteniment de Tim Drake qui va esdevenir el tercer Robin. Després de dues altres minisèries, una sèrie permanent de Robin va iniciar-se el 1993 i encara es publica actualment.

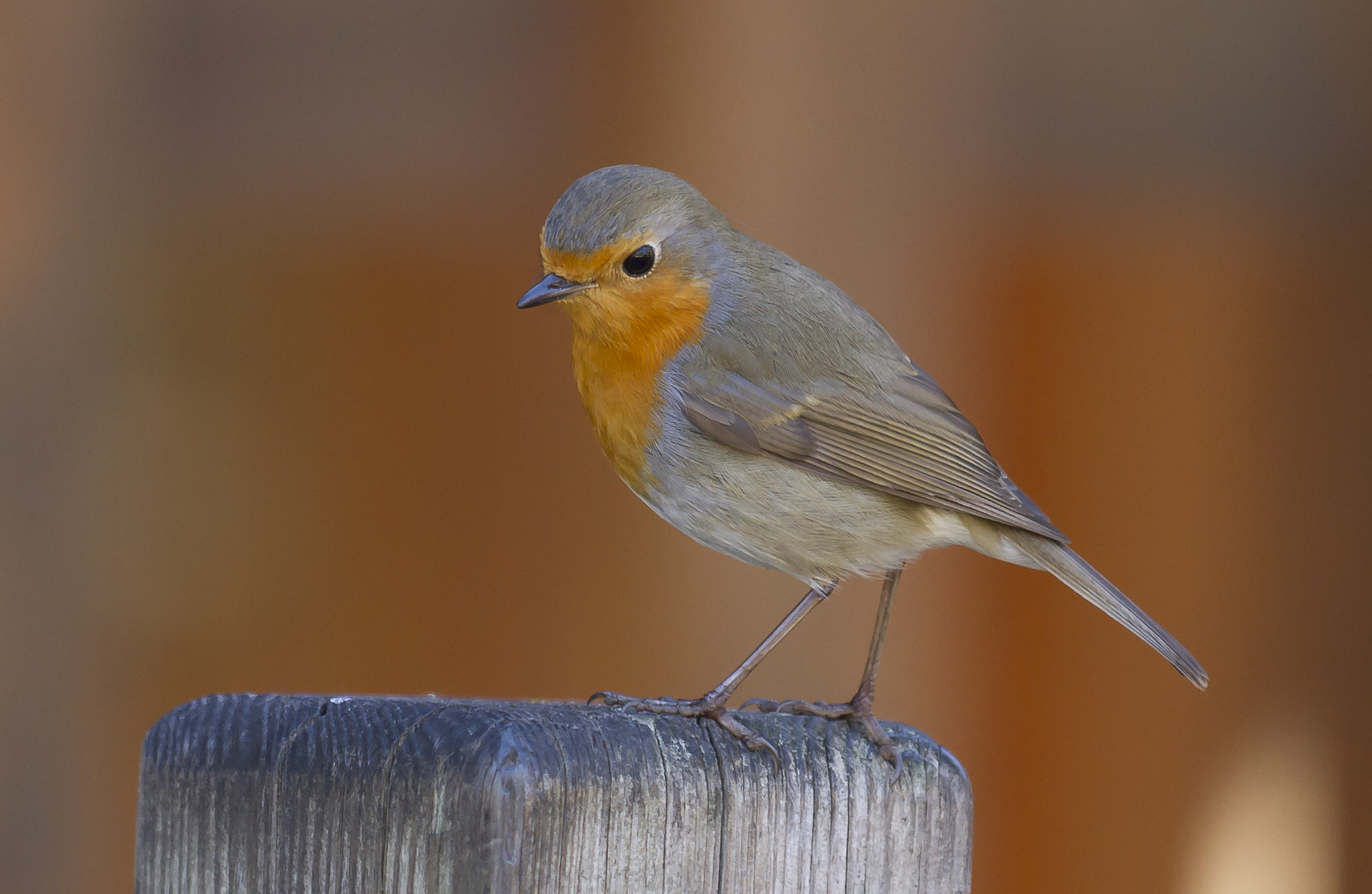
El nom i la vestimenta de Robin s'inspira en l'ocell pit-roig

## Biografia de ficció
Robin, portava originalment un vestit compost per cosset vermell, faldilla groga, les calces, els guants i botes verdes amb la clàssica màscara negra sobre els ulls.
Cinc són els protagonistes que s'han vestit com a Robin i així són reconeguts oficialment per DC Comics.
Dick Grayson
Dick Grayson és el primer Robin. Va ser acollit per Bruce Wayne després de la mort dels seus pares que eren trapezistes. Dick creu que els seus pares no van morir accidentalment i cerca la revenja, descobreix que Batman i Bruce Wayne són la mateixa persona. Robin li demana ajuda. Dick resta un fidel Robin fins que descobreix que Barbara Gordon és Batgirl. Ell deixa Batman i esdevé Nightwing.
Jason Todd
Després de la marxa de Dick Grayson, Bruce Wayne cerca un altre company. Batman troba a un jovenet, Jason Todd qui és assassinat per Joker.
Tim Drake
Tim Drake és un noi de 13 anys fascinat per les aventures de Batman i Robin. Poc després de la mort de Jason Todd, Batman esdevé violent i inestable. Tim aconsegueix convèncer Bruce perquè li doni l'oportunitat de ser un nou Robin.
Stephanie Brown
Stephanie Brown és la petita amiga de Tim Drake i ja coneguda com la super-heroïna Spoiler. Després de la mort de Stéphanie Brown pel seu propi pare, Tim Drake torna al seu paper de Robin.
Finalment, ella agafarà els vestits de Batgirl després de Batman: Battle for the Cowl.
Damian Wayne
L'actual Robin és Damian Wayne, fill de Bruce Wayne i de Talia al Ghul. S'enfrontarà amb Tim Drake per a obtenir el nom Robin.

## En altres mitjans

### Cinema
Carrie Kelley
En The Dark Knight Returns, Carrie Kelley apareix al costat de Batman i el salva de morir.
El cavaller fosc: la llegenda reneix
Al film El cavaller fosc: la llegenda reneix apareix un policia de nom de John Blake que al final del film diu que ell s'anomena «Robin».

### Dibuixos animats
Teen Titans
En la sèrie de dibuixos animats Teen Titans, Robin es presenta entre els personatges principals al costat de Changelin, Raven, Cyborg i Starfire i és el principal enemic de Deathstroke.